# سواک ساهاکیان
سواک ساهاکیان ( زاده ۲۷ ژوئیهٔ ۱۹۸۸) یک وزنه‌بردار اهل ارمنستان است که در مجموع در مسابقات قهرمانی وزنه‌برداری جوانان جهان برندهٔ مدال برنز، در مسابقات قهرمانی جوانان و زیر ۲۳ سال اروپا برندهٔ ۲ مدال و در مسابقات قهرمانی وزنه‌برداری نوجوانان اروپا برندهٔ ۱ مدال نقره شده‌است.

## نتایج مهم
| سال                                       | مکان                      | وزن                     | یک ضرب (ک‌گ)             | یک ضرب (ک‌گ)             | یک ضرب (ک‌گ)             | یک ضرب (ک‌گ)             | یک ضرب (ک‌گ)             | دوضرب (ک‌گ)              | دوضرب (ک‌گ)              | دوضرب (ک‌گ)              | دوضرب (ک‌گ)              | دوضرب (ک‌گ)              | مجموع                   | رتبه                    |
| سال                                       | مکان                      | وزن                     | ۱                       | ۲                       | ۳                       | نتیجه                   | رتبه                    | ۱                       | ۲                       | ۳                       | نتیجه                   | رتبه                    | مجموع                   | رتبه                    |
| قهرمانی وزنه‌برداری جهان                   | قهرمانی وزنه‌برداری جهان   | قهرمانی وزنه‌برداری جهان | قهرمانی وزنه‌برداری جهان | قهرمانی وزنه‌برداری جهان | قهرمانی وزنه‌برداری جهان | قهرمانی وزنه‌برداری جهان | قهرمانی وزنه‌برداری جهان | قهرمانی وزنه‌برداری جهان | قهرمانی وزنه‌برداری جهان | قهرمانی وزنه‌برداری جهان | قهرمانی وزنه‌برداری جهان | قهرمانی وزنه‌برداری جهان | قهرمانی وزنه‌برداری جهان | قهرمانی وزنه‌برداری جهان |
| ----------------------------------------- | ------------------------- | ----------------------- | ----------------------- | ----------------------- | ----------------------- | ----------------------- | ----------------------- | ----------------------- | ----------------------- | ----------------------- | ----------------------- | ----------------------- | ----------------------- | ----------------------- |
| ۲۰۰۷                                      | چیانگ مای، تایلند         | ک‌گ                      | ۱۵۵                     | ۱۶۰                     | ۱۶۴                     | ۱۶۰                     | ۲۳                      | ۱۹۰                     | ۱۹۰                     | ۱۹۵                     | ۱۹۰                     | ۳۰                      | ۳۵۰                     | ۲۵                      |
| مسابقات قهرمانی وزنه‌برداری جوانان جهان    |                           |                         |                         |                         |                         |                         |                         |                         |                         |                         |                         |                         |                         |                         |
| ۲۰۰۸                                      | کالی، کلمبیا              | ک‌گ                      | ۱۶۵                     |                         |                         | '                       | ۵                       | ۲۱۱                     |                         |                         | '                       | ۳                       | ۳۷۶                     | 3                       |
| ۲۰۰۷                                      | پراگ، جمهوری چک           | ک‌گ                      | ۱۶۰                     | ۱۶۵                     | ۱۶۸                     | ۱۶۸                     | ۴                       | ۲۰۰                     | ۲۰۰                     | ۲۰۵                     | ۲۰۰                     | ۴                       | ۳۶۸                     | ۴                       |
| مسابقات قهرمانی وزنه‌برداری جوانان اروپا   |                           |                         |                         |                         |                         |                         |                         |                         |                         |                         |                         |                         |                         |                         |
| ۲۰۰۸                                      | دراج، آلبانی              | ک‌گ                      | ۱۶۴                     | ۱۶۸                     | ۱۷۱                     | ۱۷۱                     | ۲                       | ۲۰۱                     | ۲۰۱                     | ۲۰۶                     | ۲۰۱                     | ۲                       | ۳۷۲                     | 2                       |
| ۲۰۰۷                                      | پوئرتو د لا کروس، اسپانیا | ک‌گ                      | ۱۵۰                     | ۱۵۵                     | ۱۶۰                     | ۱۵۵                     | ۵                       | ۱۸۵                     | ۱۹۰                     | ۱۹۵                     | ۱۹۰                     | ۵                       | ۳۴۵                     | ۵                       |
| ۲۰۰۶                                      | پالرمو، ایتالیا           | ک‌گ                      | ۱۵۰                     | ۱۵۵                     | ۱۵۸                     | ۱۵۸                     | ۲                       | ۱۸۳                     | ۱۸۸                     | ۱۹۲                     | ۱۹۲                     | ۱                       | ۳۵۰                     | 2                       |
| مسابقات قهرمانی وزنه‌برداری نوجوانان اروپا |                           |                         |                         |                         |                         |                         |                         |                         |                         |                         |                         |                         |                         |                         |
| ۲۰۰۵                                      | صوفیه، بلغارستان          | ک‌گ                      | ۱۳۴                     | ۱۳۷                     | ۱۴۱                     | ۱۳۷                     | ۲                       | ۱۶۷                     | ۱۶۷                     | انصراف                  | ۱۶۷                     | ۲                       | ۳۰۴                     | 2                       |